# Dean Oliver
Dean Oliver, né le 5 novembre 1978, à Quincy, en Illinois, est un joueur et entraîneur américain de basket-ball. Il évolue au poste de meneur.

## Biographie
En août 2021, Oliver reste aux Wizards de Washington en NBA, comme adjoint de l'entraîneur Wes Unseld Jr..

## Palmarès
- Coupe de Croatie 2006
- Coupe des Pays-Bas 2008, 2009
- Champion CBA 2004
- Third-team All-Big Ten 1999, 2000, 2001
- Meilleur passeur de l'EuroChallenge 2010